# NGC 5235
NGC 5235 este o galaxie spirală situată în constelația Fecioara. A fost descoperită în 13 aprilie 1784 de către William Herschel. Se află la o distanță de 89,54 de megaparseci de Pământ.